# جيفري ريفيس
جيفري ريفيس (بالإنجليزية: Jeffrey Reeves)‏ هو مجدف بريطاني، ولد في 15 يناير 1936 في ريدنغ في المملكة المتحدة.

## وصلات خارجية
- جيفري ريفيس على موقع الاتحاد الدولي للتجديف (الإنجليزية)
- جيفري ريفيس على موقع أوليمبيديا (الإنجليزية)